# Kráľovský Chlmec
Kráľovský Chlmec (em húngaro: Királyhelmec) é uma cidade da Eslováquia, situada no distrito de Trebišov, na região de Košice. Tem 23,81 km² de área e sua população em 2018 foi estimada em 7.429 habitantes.

## Demografia
| Ano:        | 1994 | 2004   | 2014   | 2024   |
| ----------- | ---- | ------ | ------ | ------ |
| Broj ljudi: | 8264 | 7966   | 7621   | 7322   |
| Razlika:    |      | -3,60% | -4,33% | -3,92% |

| Ano:               | 2023 | 2024   |
| ------------------ | ---- | ------ |
| Número de pessoas: | 7352 | 7322   |
| Diferença:         |      | -0,40% |